# スカイフィッシュ
スカイフィッシュ（英: Sky Fish）とは、長い棒状の身体を持ち、空中を高速（280km/h以上）で移動する、とされている未確認動物（UMA）。欧米では、その棒状の形態からフライング・ロッド (Flying Rods) あるいは単にロッド (Rod) と呼ばれることが多い。

## 概要
1995年、ビデオ編集者のホセ・エスカミーラ (Jose Escamilla) が、仕事中にビデオ映像をコマ送りすることによって発見した。ビデオカメラや写真には写るが、実際に捕獲された報告が無いことから話題となり、日本を含め各地で同様の事例が報告された。

## 推定されていた特徴
全長
長さ数cm - 2m。その他、全長約30mと言われたり、15cmほどであるとも言われた。
形状
棒状の体で、側面に帯状のひれを持つ。また、棒状の体には体節があり、各節に翅があるともされた。
性質、起源など
ひれを波の様に動かして、空中を超高速（肉眼で捉えられないスピード）で飛行する生物ではないかと考えられた。生物学者のケン・スワーツは、「古代（カンブリア紀）に棲息していたバージェス動物群の一種、アノマロカリスの生き残りが進化したもの」という説を提唱した。

## 正体

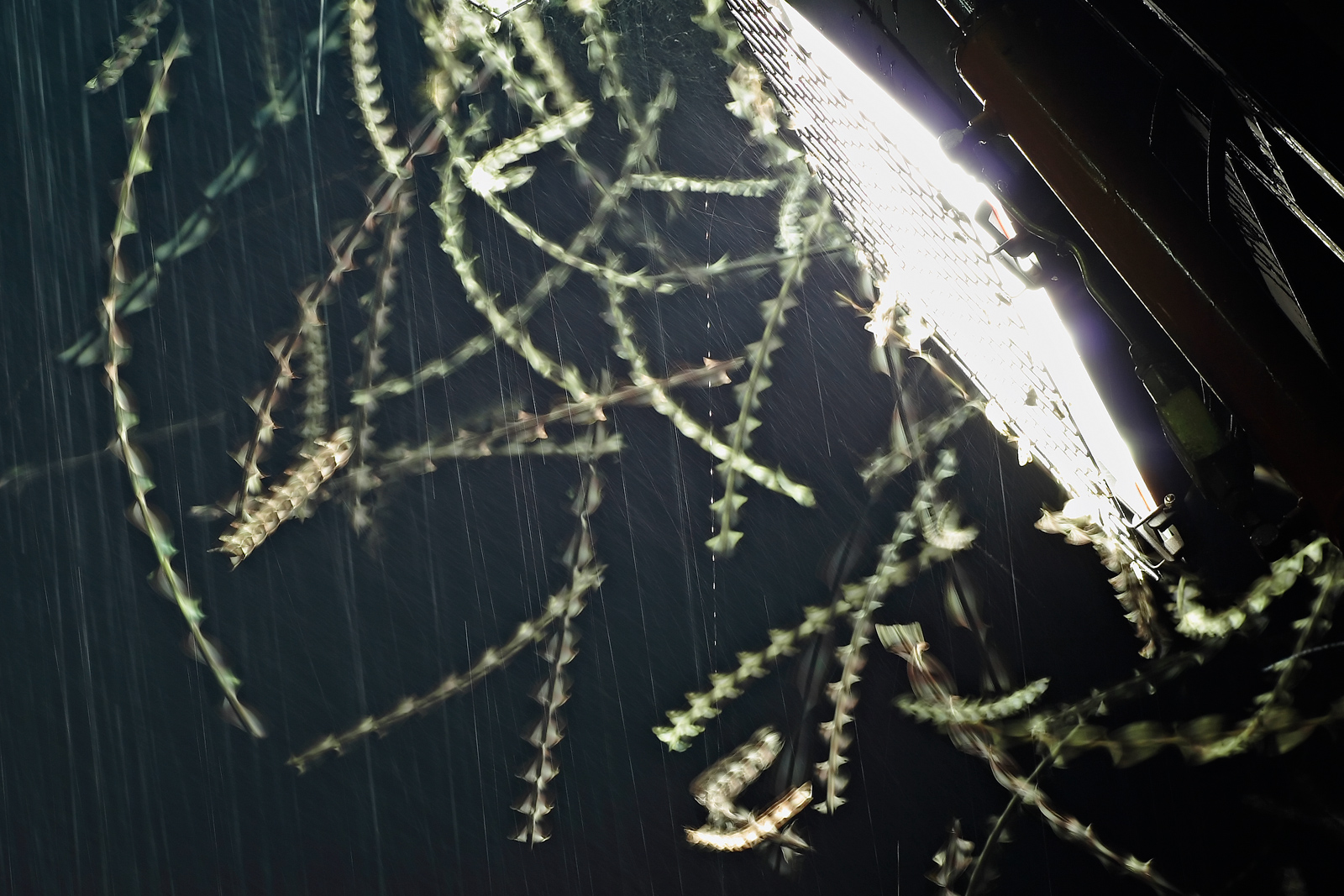
長い残像を引いて写った蛾

近年の検証により、スカイフィッシュは実在せず、モーションブラー現象による誤認であったことが判明した。そして、スカイフィッシュの正体はハエなどの昆虫であると判明した。
意図せずにモーションブラーが発生すると、カメラの眼前に飛んでいるハエなどの昆虫が入り込んだ場合、残像のように映る。これが、あたかも高速で飛び回る棒状の生物が映ったかのように見える。この残像が高速で飛び回る棒状の生物であるかのように映ったものが、スカイフィッシュである。このため、スカイフィッシュは映像に映るだけの存在で、肉眼で発見することや実物を捕獲することができない。